# Vânători (Mureș)
Vânători é uma comuna romena localizada no distrito de Mureș, na região histórica da Transilvânia. A comuna possui uma área de 111.73 km² e sua população era de 3993 habitantes segundo o censo de 2007.